# Groß Jamno
Groß Jamno, niedersorbisch Jamne, ist ein Ortsteil der Stadt Forst (Lausitz) im brandenburgischen Landkreis Spree-Neiße.

## Lage
Groß Jamno liegt in der Niederlausitz etwa vier Kilometer südwestlich von Forst und etwa 20 Kilometer östlich der Stadt Cottbus. Umliegende Ortschaften sind Klein Jamno im Nordosten, Forst mit dem Gemeindeteil Domsdorf im Osten, der zur Gemeinde Groß Schacksdorf-Simmersdorf gehörende Teilort Simmersdorf im Südosten, der zur Gemeinde Wiesengrund gehörende Ortsteil Jethe im Süden, der Neuhausener Ortsteil Sergen im Südwesten sowie die wiederum zu Wiesengrund gehörenden Ortsteile Dubrau und Gosda im Nordwesten.
Groß Jamno liegt an der Landesstraße 49 (frühere Bundesstraße 122). Südlich verläuft die Bundesautobahn 15 (Dreieck Spreewald–Forst), die nächstgelegene Anschlussstelle Forst ist etwa vier Kilometer entfernt.

## Geschichte
Groß Jamno wurde erstmals 1541, damals schon unter seinem heutigen Namen, urkundlich erwähnt. Der Ortsname stammt aus dem Sorbischen und bedeutet „Große Siedlung an einer Grube“ (jama = „Grube“).
Bei Groß Jamno befindet sich der Naturpark „Zum Urwald“. Dieser wurde zu Beginn des 20. Jahrhunderts durch den Groß Jamnoer Gärtner Heinrich Kloß angelegt und öffentlich zugänglich gemacht. In einem Zeitungsbericht aus dem Jahr 1907 wurde der Naturpark als Perle der Lausitz bezeichnet. 1926 wurde im Park ein Gutshaus errichtet, welches heute eine Gastwirtschaft beherbergt. In den letzten Jahren verwilderte der Naturpark stetig, von ehemals zwischen 50 und 74 Quellen im Naturpark gibt es heute nur noch drei.
Nach dem Wiener Kongress kam das zuvor sächsische Groß Jamno als Teil der Niederlausitz an das Königreich Preußen. Dort lag der Ort im Amtsbezirk Noßdorf im Landkreis Sorau (Lausitz). Danach lag Groß Jamno bis 1952 im Landkreis Cottbus. Am 25. Juli 1952 wurde Groß Jamno dem neu gebildeten Kreis Forst im Bezirk Cottbus zugeteilt. Am 1. Juli 1977 erfolgte die Eingliederung von Klein Jamno. Nach der Wende lag die Gemeinde im Landkreis Forst in Brandenburg, wurde nach der Kreisreform in Brandenburg am 6. Dezember 1993 dem neu gebildeten Landkreis Spree-Neiße zugeteilt und in die Stadt Forst (Lausitz) eingemeindet.

## Bevölkerungsentwicklung
| 1875 | 213 | 1939 | 476 | 1981 | 370 |
| 1890 | 233 | 1946 | 423 | 1985 | 378 |
| 1910 | 276 | 1950 | 457 | 1989 | 347 |
| 1925 | 300 | 1964 | 341 | 1992 | 332 |
| 1933 | 346 | 1971 | 333 |      |     |

## Nachweise
1. ↑  Zahlen und Fakten: Ortsteile der Stadt Forst (Lausitz). In: forst-lausitz.de. Abgerufen am 7. Januar 2018.
2. ↑  Zahlen und Fakten: Einwohner der Stadt Forst (Lausitz). In: forst-lausitz.de. Abgerufen am 31. März 2021.
3. ↑  Eintrag „Jamne“ in der niedersorbischen Ortsnamendatenbank auf dolnoserbski.de
4. ↑  Reinhard E. Fischer: Die Ortsnamen der Länder Brandenburg und Berlin: Alter - Herkunft - Bedeutung. be.bra Wissenschaft, 2005, S. 82.
5. ↑  Als Groß Jamno die Perle der Lausitz war. In: lr-online.de. Lausitzer Rundschau, 28. September 2005, abgerufen am 19. August 2017.
6. ↑  Groß Jamno in der Datenbank des Vereins für Computergenealogie. Abgerufen am 19. August 2017.
7. ↑  Historisches Gemeindeverzeichnis des Landes Brandenburg 1875 bis 2005. (PDF; 331 KB) Landkreis Spree-Neiße. Landesbetrieb für Datenverarbeitung und Statistik Land Brandenburg, Dezember 2006, abgerufen am 19. August 2017.